# 李玉堂 (1938年)
李玉堂（1938年—2020年8月9日），男，吉林舒兰人，中华人民共和国政治人物，曾任中国一汽党委书记，吉林省政协副主席，吉林省人大常委会副主任。